# Schleicher ASW 24
ASW 24是Alexander Schleicher滑翔机制造公司生产的单座滑翔机 ，它采用现代化的高性能复合材料制造，在规格上属于国际航空联合会的标准级。

## 历史
ASW 24由Alexander Schleicher的 Gerhard Waibel设计，荷兰代尔夫特理工大学教授Loek Boermans担任空气动力设计师。 原型机于1987年首次试飞，同年晚些时候进入批量生产。 尽管到1990年代中后期只生产了一架，但名义上它一直保持生产到2000年。
该型号进行了大量的开发工作，因为它完全不同于先前的ASW 19，并且率先进行了一系列成功的创新。 机身，升降舵，机翼，尾翼以及许多其他系统都是全新的。例如电子压舱水管理系统。 该机结构上还使用了当时仍很少见的碳纤维材料 。荣获OSTIV大奖的安全驾驶舱则采用了有机外形，高侧壁，吸能区域和当时同样少见的芳纶纤维来提供防撞保护。 带有盘式制动器的大直径起落架和视野开阔的大面积透明舱盖也是该型号的突出优点。
ASW 24在比赛中成绩并不是特别突出。 上市14年后，它才在2001年赢得了单项世界冠军。 像同时代的LS7一样，ASW 24过度采用了当时可行的技术：它在巡航中具有出色的性能，但在慢速飞行中却表现不佳。 过高的热气流盘旋速度使它在竞赛中典型的拥挤盘旋环境下处于劣势，并且在遭遇湍流，雨水或机翼表面污染时其性能会有所下降。但是，在增加了小翼并改变了外部机翼前缘，使其略微变钝后，这些问题得到了明显改善。
据世界冠军萨拉·斯坦伯格说，在热气流中盘旋时，它需要始终主动积极地进行控制（相较于很多滑翔机只需要将操纵杆固定在一个位置就可平稳盘旋） ，从而给飞行员带来更高的工作负荷。 尽管如此，美学上赏心悦目的ASW 24还是一款舒适，安全且令人愉悦的滑翔机，具有出色的越野性能，在大多数国家/地区都可以在国家级锦标赛中保持竞争力。
ASW 24的机身是后继机型的ASW 27 ， ASW 28和ASG 29的基础（进行了少量修改）。 后来它被ASW 28取代。

## 改型
- 1993年的ASW 24B添加了小翼和并略微修改了机翼，在解决操纵和性能问题方面取得了部分成功。
- ASW 24E是具有自主起飞能力的改型，采用Rotax 275发动机和安装在可折叠支架上的螺旋桨。

## 规格（ASW 24）
参考资料：Jane's All the World's Aircraft 1988-89
基本信息
- 机组：1
- 長度：6.55米（21英尺6英寸）
- 翼展：15米（49英尺3英寸）
- 高度：1.3米（4英尺3英寸）
- 机翼面积：10平方（110平方英尺）
- 展弦比：22.5
- 翼型：DU 84-158
- 空重：230（507英磅）,
ASW 24E 275公斤
- 最大起飛重量：500（1,102英磅）
- 压舱水: 155公斤
ASW 24B 160公斤
- 驾驶舱宽度： 0.64米
- 驾驶舱高度： 0.81米

ASW 24E
- 发动机：1台Rotax 275单气缸两冲程可收回式发动机，19千瓦特（25匹馬力）
- 螺旋桨：2桨叶固定桨距螺旋桨

性能
- 失速速度：69每小時（43英里每小時；37節）
- 絕不超過速度：280每小時（174英里每小時；151節）在平稳气流中
205公里/小时，在紊流条件下
205公里/小时，在飞机牵引时
140公里/小时，在绞盘牵引时
- 过载限制：+5.3 -2.65
- 最大滑翔比：43.5，于105公里/小时
ASW 24B 44，于105公里/小时
- 下降率：0.57每秒（112英尺每分鐘）速度70公里/小时，翼载 31公斤/平方米
- 翼载：50每平方（10英磅每平方英尺）
- 最低翼载荷 30.5公斤/平方米

## 进一步阅读
- Milgram, Fred Thomas; Judah; translator; contributor.  3rd. College Park, MD: College Park Press. 1999. ISBN 978-0966955309.
- Simons, Martin.  2nd revised. Königswinter: EQIP Werbung und Verlag G.m.b.H. 2005. ISBN 978-3-9808838-1-8.